# Polymnie
Polymnie (auch: Polymnieli) ist eine Insel der Republik der Seychellen im Atoll Aldabra. Polymnie ist eine der größeren Inseln.

## Geographie
Die Insel liegt im nördlichen Riffsaum des Atolls. Von der Insel Picard im Westen ist die Insel durch den Grande Passe (Chenal Principal, Great Pass, Main Channel) getrennt. Im Osten trennt sie der  Passe Gionnet (Johnny Channel) von Malabar (Middle Island). Zur Lagune hin bilden die Inselchen Ilots Nicois und Gros Ilot Gionnet Fortsetzungen der Insel nach Süden.

## Welterbe
1982 wurde Aldabra von der UNESCO zum Weltnaturerbe erklärt. Berühmt sind vor allem die Aldabra-Riesenschildkröten (Aldabrachelys gigantea). Auf dem Aldabra-Atoll wurden 97 Vogelarten bestimmt, darunter neben vielen Seevögeln auch 13 Landvogelarten wie die Weißkehlralle (Dryolimnas cuvieri aldabranus), der Malegassen-Nektarvogel (Cinnyris sovimanga), der endemische Aldabradrongo (Dicrurus aldabranus) und der Seychellenweber (Foudia sechellarum), sowie bis zu seinem Aussterben der endemische Aldabrabuschsänger (Nesillas aldabranus). Auch der selten gewordene Dickschnabelreiher brütet hier. Die Aldabra-Schnecke war seit 1997 verschollen, wurde jedoch 2014 bei einer Bestandsaufnahme wiedergefunden. Aldabra ist bis auf wenige Menschen, die zum Schutze des Atolls dort leben, unbewohnt.
Es ist möglich, von vorbeifahrenden Kreuzfahrtschiffen aus Tagesausflüge zu unternehmen. Außerdem bieten einige wenige Seychellen-Spezialanbieter Kabinen- und Vollcharters von der Hauptinsel der Seychellen, Mahé, nach Aldabra an.